# Igrzyska Małych Państw Europy 2013
Igrzyska Małych Państw Europy 2013 – 15. edycja multidyscyplinarnych zawodów sportowych, które odbywały się od 27 maja do 1 czerwca 2013 w mieście Luksemburgu.

## Dyscypliny
Zawody rozgrywane były w dziesięciu dyscyplinach.
- Gimnastyka (szczegóły)
- Judo (szczegóły)
- Kolarstwo (szczegóły)
  - Kolarstwo górskie
  - Kolarstwo szosowe
- Koszykówka (szczegóły)
- Lekkoatletyka (szczegóły)
- pływanie (szczegóły)
- Piłka siatkowa (szczegóły)
  - Siatkówka plażowa
- Strzelectwo (szczegóły)
  - Trap
- Tenis stołowy (szczegóły)
- Tenis ziemny (szczegóły)

## Klasyfikacja medalowa
Klasyfikacja medalowa zawodów.
| Miejsce | Kraj          | Złoto | Srebro | Brąz | Razem |
| 1.      | Luksemburg    | 36    | 39     | 31   | 106   |
| 2.      | Islandia      | 28    | 29     | 31   | 88    |
| 3.      | Cypr          | 28    | 17     | 24   | 69    |
| 4.      | Liechtenstein | 11    | 16     | 8    | 35    |
| 5.      | Czarnogóra    | 9     | 0      | 2    | 11    |
| 6.      | Monako        | 7     | 8      | 15   | 30    |
| 7.      | Malta         | 2     | 11     | 13   | 26    |
| 8.      | Andora        | 2     | 1      | 3    | 6     |
| 9.      | San Marino    | 1     | 4      | 8    | 13    |